# A Nanny for Christmas
A Nanny for Christmas es una película de comedia directa a video de 2010, dirigida por Michael Feifer con un guion de Michael Ciminera y Richard Gnolfo. Protagonizada por Emmanuelle Vaugier, Dean Cain, Richard Ruccolo, Cynthia Gibb y Sierra McCormick, la película se estrenó en DVD el 23 de noviembre de 2010.

## Sinopsis
Ally (Emmanuelle Vaugier) es una joven profesional inteligente que necesita un nuevo trabajo. Samantha (Cynthia Gibb) es una ocupada madre y ejecutiva de publicidad de Beverly Hills que siempre está demasiado ocupada para cuidar de sus hijos. Danny Donner (Dean Cain) es el tipo duro propietario de una empresa de chocolate que quiere un anuncio de gran éxito para su empresa.

## Reparto
- Emmanuelle Vaugier como Ally Leeds
- Dean Cain como Danny Donner
- Richard Ruccolo como Justin Larose
- Cynthia Gibb como Samantha Ryland
- Sierra McCormick como Jackie Ryland
- Jared Gilmore como Jonas Ryland
- Sarah Thompson como Tina
- Stewart F. Lane como Mike Edelstein
- Clyde Kusatsu como Mr. Halligan
- Stewart F. Lane como Mike Edelstein
- Bonnie Comley como Janet Edelstein
- Marla Maples como Brandy
- John Burke como Carl Ryland
- Michael Healey como News Reporter on Radio
- Caia Coley como Carol
- Anna Barnholtz como Kate Edelstein
- Aidan Schenck como Michael Edelstein
- Keith Dobbins como Santa Claus

## Estreno
La película fue estrenada directamente a video el 23 de noviembre de 2010.

## Recepción de la crítica
DVD Verdict consideró aceptable la transferencia del DVD, con "detalles finos y una profundidad considerable" y un audio sólido, pero consideró que la película en sí era trillada y derivada, y escribió que las malas actuaciones, el comportamiento absurdo de los personajes y los diálogos horriblemente escritos hicieron de la película "una experiencia visual bastante miserable".
Por el contrario, Movie City News escribió: "Me temo que sólo los fanáticos de los miembros del elenco y las comedias románticas hechas para cable encontrarán algo interesante aquí".